# Leles
Leles (maďarsky Lelesz) je obec na Slovensku v okrese Trebišov.

## Poloha
Obec se nachází v jihovýchodní části Východoslovenské nížiny, v rovinaté oblasti nazývané Medzibodrožie, na které je stejnojmenné chráněné ptačí území. Severně protéká řeka Latorica, jejíž mrtvá ramena vytvořila jedinečné prostředí, od roku 1990 chráněné pod názvem Chráněná krajinná oblast Latorica.

## Dějiny
V lokalitě existovala osada již v dobách Velkomoravské říše v 9. století. V roce 1182 zde byl založen premonstrátský klášter, čímž se Leles stal centrem regionu, který zasahoval až do Zakarpatské oblasti Ukrajiny, např. první písemná zmínka o obci Zňačevo pochází z roku 1248, kdy byla obec zapsána v listinách leleského konventu. Výhodná poloha na obchodní cestě, jakož i vhodné podmínky pro rozvoj zemědělství a vinařství, byly hlavním stimulem rozvoje městečka. V roce 1941 byla k Lelesu připojena obec Kapoňa v listinách zmiňovaná v roce 1287.

## Památky
Nejvýznamnější památkou je premonstrátský klášter z roku 1182, později přestavován. Ke klášteru byl ve 14. století přistavěn gotický římskokatolický kostel, tvořící jižní křídlo komplexu. V 19. století přibyl v obci i klasicistní kostel.
Na území obce je vzácná gotická památka pocházející ze 14. století – most svatého Gottharda.